# Christian Ekvall
Jens Christian Ekvall, född 22 mars 1978 på Öland, är en svensk översättare, författare och musiker i bandet Octopus Ride. Han har översatt böcker av bland andra Ernest Hemingway, F. Scott Fitzgerald, Djuna Barnes, Lewis Carroll, Woody Allen, John Barth, Gilbert Sorrentino och Tuli Kupferberg. Han har även översatt tre böcker från nynorska av nobelpristagaren Jon Fosse, sammanslagna i volymen Hundmanuskripten.
Som musikstuderande i Lund bildade han 1999 bandet Octopus Ride, som i början spelade "psykedelisk postpunk" inspirerad av Joy Division och Syd Barrett, men successivt kom att präglas även av ambient och krautrock. Gruppen albumdebuterade 2013 på etiketten Rev/Vega.
År 2018 inleddes ett samarbete mellan Jenny Wilson och Ekvall benämnt musikprojektet Driften. I maj 2021 släppte de ett skräckinspirerat, erotiskt konceptalbum på vinyl, med en medföljande ögonbindel för att göra lyssningsupplevelsen starkare.
Hösten 2021 utkom Octopus Rides andra fullängdsalbum, II, på grekiska Sound Effect Records. Den engelske musikjournalisten Joe Banks beskrev skivan som "en underbart märklig snedtripp".

## Diskografi
Album Octopus Ride
- 2013 - Octopus Ride
- 2021 - II (Grekland)

Singlar Octopus Ride
- 2014 - Fall Onto You/Where I Like You (med Sonic Youth)
- 2021 - If You're Happy
- 2021 - Money Trouble

Samlingar Octopus Ride
- 2017 - Avantgarde Is Happening (Tyskland)

Album Driften
(Med Jenny Wilson)
- 2021 - Driften

## Översättningar (urval)
- Gilbert Sorrentino: Himlen förändras (Bokstäder, 2006)
- Tuli Kupferberg: 1001 sätt att leva utan att arbeta (Bakhåll, 2009)
- Lewis Carroll: Sylvie och Bruno (Vertigo, 2010)
- F. Scott Fitzgerald: Den store Gatsby (Bakhåll, 2010)
- Djuna Barnes: En farlig flickas dagbok (Bakhåll, 2010)
- Ernest Hemingway: Den gamle och havet (Bakhåll, 2011)
- Ernest Hemingway: Och solen har sin gång (Bakhåll, 2012)
- Ernest Hemingway: Farväl till vapnen (Bakhåll, 2014)
- Gilbert Sorrentino: Steelwork: en Brooklynroman (H:ström, 2015)
- John Barth: Vilse i lustiga huset (Norpus, 2018)
- Tana French: Inkräktare (Albert Bonniers, 2018)
- Joseph Conrad: Mörkrets hjärta (Bakhåll, 2019)
- Jon Fosse: Hundmanuskripten (Bakhåll, 2019)
- Jack London: Avgrundens folk (Bakhåll, 2021)
- George Orwell: 1984 (Bakhåll, 2021)
- George Orwell: Djurens gård (Bakhåll, 2021)
- Rumaan Alam: Lämna världen bakom dig (Albert Bonniers, 2021)
- Cookie Mueller: Går genom klart vatten i en svartmålad pool (Bakhåll, 2022)
- George Orwell: Nere för räkning i Paris och London (Bakhåll, 2023)
- Rebecca Donner: Mildred: Den sanna berättelsen om kvinnan i hjärtat av den tyska motståndsrörelsen (Albert Bonniers, 2023)